# Megkopott harangszó
A Megkopott harangszó a Misztrál együttes hatodik lemeze. 2006-ban jelent meg.

## Számok
1. Nagy László: Varjú-koszorú
2. Buda Ferenc: Pesten esik a hó
3. Képes Géza: Hajnali dobajok
4. Jókai Mór: Nem vagytok halva Ti, Hősök
5. Sipos Gyula: Egy orosz katonáról
6. Buda Ferenc: Mécsesszemű remény
7. Grandpierre K. Endre: Magyar mesehősök
8. Nagybáncsai Mátyás: História az vitéz Hunyadi János vajdáról
9. Thándor Márk: Megkopott harangszó
10. Nagy László: Karácsony, fekete glória
11. Kiss Dénes: Velünk, vagy ellenünk
12. Döbrentei Kornél: Halottak napi vers
13. Jővel, légy vélünk, Úr Isten